# Salcia (Teleorman)
Salcia è un comune della Romania di 3 090 abitanti, ubicato nel distretto di Teleorman, nella regione storica della Muntenia. 
Il comune è formato dall'unione di 3 villaggi: Băneasa, Salcia, Tudor Vladimirescu.